# 中华人民共和国第十三届冬季运动会
中华人民共和国第十三届冬季运动会是中國第十三屆冬運會。

## 历史
在2016年1月20至31日在新疆維吾爾自治區烏魯木齊市和昌吉回族自治州舉行，這是首次由中國西北省市自治區獨立承辦冬運會。